# Clidemia cyanocarpa
Clidemia cyanocarpa är en tvåhjärtbladig växtart som beskrevs av George Bentham. Clidemia cyanocarpa ingår i släktet Clidemia och familjen Melastomataceae.
Artens utbredningsområde är Colombia. Inga underarter finns listade i Catalogue of Life.